# والتر لي وليامز
والتر لي وليامز (بالإنجليزية: Walter Lee Williams)‏ هو عالم إنسان أمريكي، ولد في 3 نوفمبر 1948.